# Mečenčani
Mečenčani est un village serbe de la municipalité de Donji Kukuruzari (comitat de Sisak-Moslavina) en Croatie. Au recensement de 2011, le village comptait 148 habitants.